# Xiao Rundcrantz
Xiao Rundcrantz (* 1966 in Changsha, Hunan), früher Xiao Nie, ist eine chinesisch-schwedische Autorin und ehemalige chinesische Staatsanwältin.

## Leben
Mit 18 Jahren wurde sie in die Staatsanwaltschaft von Wangcheng aufgenommen und übte ihr Amt von 1984 bis 1998 aus. 1998 emigrierte sie nach Schweden, wo 2006 ihr Buch Rote Staatsanwältin (Röd åklagare) erschien, in dem sie über Machtmissbrauch und Unterdrückung innerhalb des chinesischen Rechtssystems schreibt. Das Werk mit autobiografischen Zügen wurde bisher in das Niederländische, Polnische und das Deutsche übersetzt.
Sie ist seit 1998 mit dem Schweden Ola Rundcrantz verheiratet.

## Werke
- Röd åklagare. En kvinnas berättelse om brott, makt och korruption i Kina. Bokförlaget DN, Stockholm 2006, ISBN 91-7588-703-7. Übersetzerin: Anna Gustafsson Chen.
  - Deutsche Ausgabe: Rote Staatsanwältin. Meine Entscheidung gegen Korruption und Machtmissbrauch in China. Aus dem Schwedischen von Jürgen Vater. Herder, Freiburg 2007, ISBN 978-3-451-29457-0.